# 肋軟骨炎
肋軟骨炎（ろくなんこつえん、costochondritis）は、肋骨と胸骨との関節における肋軟骨の炎症性疾患。原因不明であることが多い。

## 症状
胸部の痛みを主訴とすることが多い。痛みは胸郭の運動で増悪する。

## 鑑別疾患
- ティーツェ症候群（英語版） - 関節の腫脹が特徴的である。
- 肋間神経痛
- 気胸
- 心筋梗塞・狭心症
- 胃潰瘍